# Rally Botafumeiro de 2012
El Rally Botafumeiro de 2012 fue la 24.ª edición y la octava y última ronda de la temporada 2012 del Campeonato de Galicia de Rally. Se celebró entre el 1 y el 2 de diciembre y contó con un itinerario de once tramos que sumaban un total de 73,15 km cronometrados.

## Itinerario
| Día   | TC   | Hora  | Nombre        | Distancia | Ganador       | Tiempo       | Líder        |
| ----- | ---- | ----- | ------------- | --------- | ------------- | ------------ | ------------ |
| Día 1 | SS1  | 15:43 | Santiago Amio | 1,650 km  | Víctor Senra  | 1:27.387     | Víctor Senra |
| Día 1 | SS2  | 16:21 | Touro         | 14,300 km | Neutralizado  | Neutralizado | Víctor Senra |
| Día 1 | SS3  | 16:59 | O Pino        | 9,575 km  | Iván Ares     | 5:32.382     | Víctor Senra |
| Día 1 | SS4  | 18:52 | Touro         | 14,300 km | Neutralizado  | Neutralizado | Víctor Senra |
| Día 1 | SS5  | 19:30 | O Pino        | 9,575 km  | Alberto Otero | 5:48.995     | Víctor Senra |
| Día 1 | SS6  | 20:13 | Santiago Amio | 1,650 km  | Víctor Senra  | 1:27.398     | Víctor Senra |
| Día 2 | SS7  | 08:58 | Araño         | 14,350 km | Víctor Senra  | 8:58.860     | Víctor Senra |
| Día 2 | SS8  | 09:46 | Xirimbao      | 11,000 km | Luis Vilariño | 6:16.103     | Víctor Senra |
| Día 2 | SS9  | 10:24 | Sarandón      | 9,600 km  | Luis Vilariño | 5:50.193     | Víctor Senra |
| Día 2 | SS10 | 12:32 | Araño         | 14,350 km | Víctor Senra  | 9:00.095     | Víctor Senra |
| Día 2 | SS11 | 13:20 | Xirimbao      | 11,000 km | Luis Vilariño | 6.15.255     | Víctor Senra |

## Clasificación final
| #   | Piloto              | Copiloto          | Automóvil                | Tiempo    | Difere.   |
| --- | ------------------- | ----------------- | ------------------------ | --------- | --------- |
| 1.  | Víctor Senra        | David Vázquez     | Peugeot 306 Kit Car      | 50:56.963 | 0.0       |
| 2.  | Luis Vilariño       | Ramón López       | Porsche 997 GT3 RS 3.6   | 52:05.434 | +1:08.471 |
| 3.  | Alberto López Belón | Antonio Fernández | Mitsubishi Lancer Evo X  | 53:26.104 | +2:29.141 |
| 4.  | David González Gil  | Daniel Goberna    | Renault Clio R3          | 53:40.278 | +2:43.315 |
| 5.  | Alejandro Bermúdez  | Patricia Bermúdez | Mitsubishi Lancer Evo IX | 53:50.460 | +2:53.497 |
| 6.  | Celestino Iglesias  | Jorge Iglesias    | Citroën Saxo VTS         | 54:38.954 | +3:41.991 |
| 7.  | Pablo Silva Losada  | David Matalobos   | Mitsubishi Lancer Evo IX | 54:59.245 | +4:02.282 |
| 8.  | Félix Pazos         | Jesús Calvo       | Citroën Saxo Kit Car     | 55:30.575 | +4:33.612 |
| 9.  | Jaime Castro        | Víctor Fernández  | Citroën Saxo Kit Car     | 55:31.133 | +4:34.170 |
| 10. | José M. Pose        | Luis M. González  | Mitsubishi Lancer Evo X  | 55:35.582 | +4:38.619 |